# Anodonta anatina
La náyade pato (Anodonta anatina) es una especie de molusco bivalvo de agua dulce.

## Taxonomía
El polimorfismo de sus conchas hace difícil su catalogación, siendo fácilmente confundible con Anodonta cygnea. Puede que nuevos estudios genéticos revelen que A. anatina sea en realidad un grupo de especies y que las poblaciones de la península ibérica sean diferentes de las del resto de Europa.
Valva derecha e izquierda del mismo animal:

Valva derecha
Valva izquierda

## Ciclo vital
Al igual que otras náyades, Anodonta anatina experimenta un estadio larvario, llamado gloquidio, en el que infecta las branquias de un pez hospedador. Tras esta fase se produce una metamorfosis y comienza la fase juvenil de vida libre. Tiene un amplio rango de  especies de peces hospedadores para sus gloquidios, por lo que puede encontrarse en una gran variedad de hábitats, siendo frecuente que sea la única especie de náyade presente en embalses.